# 新潟県厚生農業協同組合連合会
新潟県厚生農業協同組合連合会（にいがたけんこうせいのうぎょうきょうどうくみあいれんごうかい）は、新潟県の厚生農業協同組合連合会である。略称はJA新潟厚生連。

## 概要
新潟県内で、16の病院を開設している。

## 沿革
- 1928年 11月	 北蒲原郡胎内信用購買販売利用組合、医療事業を開始
- 1933年 10月 	南蒲原郡医療組合、三条旭町に診療所開設（現在の三条総合病院の前身）
- 1934年 4月	 中越医療利用購買組合病院、長岡市に開設（現在の長岡中央綜合病院の前身）
- 1934年 11月	橘医療組合診療所開設
- 1935年 10月	 佐渡医療利用組合 佐渡病院開設（現在の佐渡総合病院の前身）
- 1936年 8月	羽茂村産業組合、羽茂診療所開設（現在の羽茂病院の前身）
- 1937年 6月	小千谷医療利用組合病院開設（後の魚沼病院の前身）
- 1937年 9月	上越医療購買利用組合聯合会 上越病院開設（現在の上越総合病院の前身）
- 1937年 10月	北越医療購買利用組合 刈羽郡病院開設（現在の柏崎総合医療センターの前身）
- 1938年 3月	 上越医療購買利用組合聯合会 糸魚川分院開設（現在の糸魚川総合病院の前身）
- 1938年 4月	栃尾郷立診療所開設（現在の栃尾郷病院の前身）
- 1938年 5月	 頸南医療購買利用組合聯合会 頸南病院開設（現在のけいなん総合病院の前身）
- 1938年 7月	 橘医療利用組合川東診療所開設（現在の中条病院の前身）
- 1944年 1月	 新潟県農業会発足（農業会に医療事業も統合）
- 1945年 7月	 新潟県農業会村上病院診療所開設（現在の村上総合病院の前身）
- 1946年 11月	新潟県農業会葛塚診療所開設（現在の豊栄病院の前身）
- 1947年 11月	刈羽郡病院小国診療所開設（小国診療所の前身）
- 1948年 8月	機能別に農協県連発足、厚生事業は生産農協連の所管となる（農業会解散）
- 1951年 4月	 新潟県生産農協連改組により新潟県指導農協連へ移管
- 1951年 4月 	頸南病院、上越病院が県生産連より分離独立、上越医療農業協同組合連合会を設立
- 1951年 8月	 医療法にもとづく公的医療機関の指定を受ける
- 1951年 11月	第1回新潟県農協病院医学会（現在の農村医学会新潟地方会）新潟市で開催
- 1952年 4月	 新潟県厚生農業協同組合連合会設立認可
- 1952年 5月	新潟県厚生農業協同組合連合会設立登記（加入組合86組合、出資口数672口）
- 1955年 5月	橘病院を村営移管
- 1957年 7月	本部・新潟診療所（現在の東中通クリニック）、現在地に移転
- 1957年9月 	整備促進法による指定を受ける
- 1959年 9月	第8回日本農村医学会、新潟市にて開催
- 1963年 1月	上越厚生農業協同組合連合会を合併
- 1963年 11月	新潟県農民病研究会発足、第1回総会を開催
- 1971年 4月	病理センター開設
- 1974年 9月	新潟県農協健康管理推進協議会発足
- 1978年 10月	 第27回日本農村医学会、新潟市にて開催
- 1978年 10月 	第1回新潟県農民の健康会議、新潟市にて開催
- 1985年 1月	 法人税等非課税団体として承認される
- 1985年 4月	医事会計電算システム導入
- 1985年 6月	薬剤管理電算システム導入
- 1986年 10月	長岡中央綜合病院健診棟（健診センター）竣工
- 1987年 8月	三条総合病院移転新築
- 1991年 3月	刈羽郡総合病院（現：柏崎総合医療センター）移転新築
- 1991年 11月	糸魚川総合病院移転新築
- 1992年 10月	 小国診療所を廃止
- 1993年 2月	村上総合病院増改築工事完成
- 1993年 4月	 糸魚川総合病院併設老人保健施設「なでしこ」開設
- 1995年 10月	第44回日本農村医学会、長岡市にて開催
- 1997年 9月	豊栄病院移転新築
- 1999年 2月	中条第二病院開設（中条病院から分離独立）
- 1999年 5月 	中条病院併設老人保健施設「きたはら」開設
- 1999年 12月 病院所在地すべてに「居宅介護支援事業所」開設完了
- 2000年 3月	 病院所在地すべてに「訪問看護ステーション」開設完了
- 2000年 4月	介護保険システム導入
- 2000年 4月	介護老人保健施設「さど」開設
- 2000年 6月	佐渡厚生農業協同組合連合会との合併予備契約書調印
- 2001年 4月	新潟県厚生農業協同組合連合会と佐渡厚生農業協同組合連合会が合併
- 2001年 10月	第3次病院情報システム導入
- 2002年 4月	けいなん総合病院新築
- 2003年 3月	真野みずほ病院開設（国立佐渡診療所の移譲）
- 2003年4月	けいなん総合病院併設介護老人保健施設「はねうまの里」開設
- 2005年 9月	中条第二病院精神障害福祉ホームB型「リンクinひだまり」開設
- 2005年 10月	長岡中央綜合病院移転新築
- 2006年 4月	上越総合病院移転新築
- 2006年 8月	長岡中央綜合病院地域がん診療連携拠点病院指定
- 2006年 11月	瀬波病院開設（県立瀬波病院の移譲）
- 2007年 10月 	第56回日本農村医学会学術総会、長岡市にて開催
- 2009年 10月	 新潟医療センター開院（医療法人博医会旧新潟こばり病院の譲り受け）
- 2009年 10月	 栃尾郷病院を廃止し、栃尾郷診療所、介護老人保健施設「とちお」開設
- 2010年 3月	 東中通クリニック廃止
- 2010年7月	上越総合病院併設介護老人保健施設「アルカディア上越」開設
- 2010年10月	阿賀野市立あがの市民病院の運営開始（阿賀野市より指定管理を受託）
- 2011年 9月	 佐渡看護専門学校移転新築
- 2011年 11月	佐渡総合病院移転新築
- 2012年 4月	刈羽郡総合病院、柏崎総合医療センターへ改称
- 2013年 5月	中央看護専門学校を移転新築
- 2015年 10月	水原郷病院を新築
  - 当該名称からあがの市民病院へ名称変更
- 2016年 3月	中条病院を閉院し、外来機能・介護老人保健施設を中条第二病院へ統合
- 2016年 3月	栃尾郷診療所の介護老人保健施設を廃止し、外来機能・訪問看護ステーションを長岡中央綜合病院の付属施設として開設
- 2016年 8月	栃尾郷クリニック移設開院
- 2017年4月	公益財団法人小千谷総合病院を譲り受け、魚沼病院と統合、小千谷総合病院・付属十日町診療所・老人保健施設水仙の家を開設
- 2024年10月 同年6月の診療報酬改定等に伴い、2025年4月に運転資金が不足する可能性が生じることが判明。[1]経営改善計画などを踏財政支援や経営改善のサポートを求めている考え。

## 開設している病院
- 糸魚川総合病院
- けいなん総合病院
- 上越総合病院
- 柏崎総合医療センター
- 中条第二病院
- 小千谷総合病院
- 長岡中央綜合病院
- 三条総合病院（新潟県立県央基幹病院に統合予定）
- 新潟医療センター
- 豊栄病院
- あがの市民病院
- 村上総合病院
- 瀬波病院
- 佐渡総合病院
- 羽茂病院